# Widows
Widows är en amerikansk-brittisk kuppfilm från 2018, i regi av Steve McQueen och skriven av McQueen och Gillian Flynn. Den är baserad på ITV-serien Änkorna från 1983. Filmens karaktärer spelas av Viola Davis, Michelle Rodriguez, Elizabeth Debicki, Cynthia Erivo, Colin Farrell, Brian Tyree Henry, Daniel Kaluuya, Jacki Weaver, Carrie Coon, Robert Duvall och Liam Neeson. Filmen handlar om en grupp kvinnor som försöker betala tillbaka de skulder som deras kriminella makar har samlat på sig, efter att makarna dödas under ett misslyckat rån.
Filmen hade biopremiär på Toronto International Film Festival den 8 september 2018 och släpptes i Storbritannien den 6 november 2018, samt i Sverige och USA den 16 november.

## Rollista
- Viola Davis − Veronica Rawlins
- Michelle Rodriguez − Linda Perelli
- Elizabeth Debicki − Alice Gunner
- Cynthia Erivo − Belle
- Colin Farrell − Jack Mulligan
- Brian Tyree Henry − Jamal Manning
- Daniel Kaluuya − Jatemme Manning
- Jacki Weaver − Agnieska
- Carrie Coon − Amanda
- Robert Duvall − Tom Mulligan
- Liam Neeson − Harry Rawlins
- Manuel Garcia-Rulfo − Carlos Perelli
- Jon Bernthal − Florek Gunner
- Garret Dillahunt − Bash O'Reilly
- Michael Harney − Sgt. Fuller
- Lukas Haas − David
- Matt Walsh − Ken
- Adepero Oduye − Breechelle
- Ann Mitchell − Amandas mamma